# The Voice (9.ª temporada)
A nona temporada de The Voice, um talent show norte-americano, estreou no dia 21 de setembro de 2015 na NBC. Gwen Stefani retornou como técnica após uma temporada ausente, ao lado de Adam Levine, Blake Shelton e Pharrell Williams.
Pela quinta edição consecutiva, o programa foi transmitido no Brasil através do canal por assinatura Sony e, pela primeira vez, a estreia aconteceu no mesmo dia que os Estados Unidos.
Ao final da temporada, o cantor pop gospel Jordan Smith, do time de Adam Levine, ficou com a vitória após superar na final Emily Ann Roberts e Barrett Baber, do time Blake, e Jeffery Austin, do time Gwen.

## Técnicos e apresentadores
Pela segunda vez seguida desde que o rodízio de técnicos começou, apenas um membro foi trocado em relação à edição anterior. Adam Levine, Blake Shelton e Pharrell Williams seguem no programa, enquanto Gwen Stefani substitui Christina Aguilera, que verá o seu retorno para a 10.ª temporada. Carson Daly continua no comando da atração.

## Episódios

### Episódio 1: The Blind Auditions, parte 1
As audições às cegas (em inglês, blind auditions) foram gravadas entre os dias 29-30 de junho e 7-8 de julho de 2015. O primeiro episódio foi ao ar dia 21 de setembro de 2015. Os quatro técnicos cantaram um medley de suas músicas, Don't Speak, Neon Light, Sugar e Get Lucky, que foram cantadas por Blake Shelton, Gwen Stefani, Pharrell Williams e Adam Levine respectivamente.
Legenda
| Ordem | Competidor       | Idade | Cidade Natal                         | Canção                    | Escolha dos técnicos e competidores | Escolha dos técnicos e competidores | Escolha dos técnicos e competidores | Escolha dos técnicos e competidores |
| Ordem | Competidor       | Idade | Cidade Natal                         | Canção                    | Adam                                | Gwen                                | Pharrell                            | Blake                               |
| ----- | ---------------- | ----- | ------------------------------------ | ------------------------- | ----------------------------------- | ----------------------------------- | ----------------------------------- | ----------------------------------- |
| 1     | Mark Hood        | 24    | Chicago, Illinois                    | "Use Me"                  | ✔                                   | ✔                                   | ✔                                   | ✔                                   |
| 2     | Kota Wade        | 23    | Los Angeles, Califórnia              | "Bring it On Home to Me"  | —                                   | ✔                                   | ✔                                   | ✔                                   |
| 3     | Keith Semple     | 33    | Irlanda do Norte / Chicago, Illinois | "I'll Be There For You"   | ✔                                   | ✔                                   | —                                   | —                                   |
| 4     | Alyssa Sheridan  | 20    | San Diego, Califórnia                | "I Will Remember You"     | —                                   | —                                   | —                                   | —                                   |
| 5     | Siahna Im        | 15    | Auburn, Washington                   | "Fever"                   | —                                   | ✔                                   | ✔                                   | ✔                                   |
| 6     | Jordan Smith     | 24    | Harlan, Kentucky                     | "Chandelier"              | ✔                                   | ✔                                   | ✔                                   | ✔                                   |
| 7     | Dr. Paul         | 66    | Hayesville, Carolina do Norte        | "Mama Tried"              | —                                   | —                                   | —                                   | —                                   |
| 8     | Nadjah Nicole    | 23    | Wilmington, Delaware                 | "Tightrope"               | ✔                                   | —                                   | —                                   | ✔                                   |
| 9     | Braiden Sunshine | 15    | Old Lyme, Connecticut                | "The Mountains Win Again" | —                                   | ✔                                   | ✔                                   | —                                   |
| 10    | Michael Woolery  | 25    | Los Angeles, Califórnia              | "Say"                     | —                                   | —                                   | —                                   | —                                   |
| 11    | Barrett Baber    | 35    | Fayetteville, Arkansas               | "Angel Eyes"              | ✔                                   | ✔                                   | ✔                                   | ✔                                   |

### Episódio 2: The Blind Auditions, parte 2
| Ordem | Competidor        | Idade | Cidade Natal              | Canção                                  | Escolha dos técnicos e competidores | Escolha dos técnicos e competidores | Escolha dos técnicos e competidores | Escolha dos técnicos e competidores |
| Ordem | Competidor        | Idade | Cidade Natal              | Canção                                  | Adam                                | Gwen                                | Pharrell                            | Blake                               |
| ----- | ----------------- | ----- | ------------------------- | --------------------------------------- | ----------------------------------- | ----------------------------------- | ----------------------------------- | ----------------------------------- |
| 1     | Blind Joe         | 32    | Fargo, Dakota do Norte    | "If It Hadn't Been for Love"            | ✔                                   | ✔                                   | ✔                                   | ✔                                   |
| 2     | Ivonne Acero      | 17    | Aguila, Arizona           | "Style"                                 | —                                   | ✔                                   | ✔                                   | —                                   |
| 3     | Gage Navarro      | 21    | Fargo, Califórnia         | "Ain't No Rest for the Wicked"          | —                                   | —                                   | —                                   | —                                   |
| 4     | Regina Love       | 51    | Atlanta, Geórgia          | "Rock Steady"                           | ✔                                   | —                                   | —                                   | ✔                                   |
| 5     | Zach Seabaugh     | 16    | Marietta, Geórgia         | "Take Your Time"                        | ✔                                   | —                                   | ✔                                   | ✔                                   |
| 6     | Evan McKeel       | 20    | Richmond, Virgínia        | "Typical"                               | ✔                                   | ✔                                   | ✔                                   | ✔                                   |
| 7     | Bryan Bautista    | 21    | Brooklyn, Nova York       | "Locked Out of Heaven"                  | —                                   | —                                   | —                                   | —                                   |
| 8     | Emily Ann Roberts | 16    | Knoxville, Tennessee      | "I Hope You Dance"                      | ✔                                   | —                                   | —                                   | ✔                                   |
| 9     | Ellie Lawrence    | 26    | Calhoun, Geórgia          | "We Don't Have to Take Our Clothes Off" | ✔                                   | ✔                                   | ✔                                   | —                                   |
| 10    | Noah Jackson      | 19    | Sunderland, Massachusetts | "Elastic Heart"                         | —                                   | ✔                                   | —                                   | —                                   |
| 11    | Tim Atlas         | 26    | San José, Califórnia      | "Give Me Love"                          | —                                   | ✔                                   | —                                   | —                                   |
| 12    | Hanna Ashbrook    | 23    | Mount Prospect, Illinois  | "Closer"                                | —                                   | ✔                                   | —                                   | —                                   |
| 13    | Natalie Yacovazzi | 26    | Chicago, Illinois         | "Oh! Darling"                           | —                                   | —                                   | —                                   | —                                   |
| 14    | James Dupré       | 30    | Bayou Chicot, Luisiana    | "Let Her Cry"                           | ✔                                   | ✔                                   | ✔                                   | ✔                                   |

### Episódio 3: The Blind Auditions, parte 3
| Ordem | Competidor          | Idade   | Cidade Natal             | Canção                  | Escolha dos técnicos e competidores | Escolha dos técnicos e competidores | Escolha dos técnicos e competidores | Escolha dos técnicos e competidores |
| Ordem | Competidor          | Idade   | Cidade Natal             | Canção                  | Adam                                | Gwen                                | Pharrell                            | Blake                               |
| ----- | ------------------- | ------- | ------------------------ | ----------------------- | ----------------------------------- | ----------------------------------- | ----------------------------------- | ----------------------------------- |
| 1     | Morgan Frazier      | 22      | Nashville, Tennessee     | "I Want You to Want Me" | —                                   | ✔                                   | —                                   | ✔                                   |
| 2     | Amanda Ayala        | 17      | Nova York, Nova York     | "Mississippi Queen"     | ✔                                   | —                                   | ✔                                   | ✔                                   |
| 3     | Jeffery Austin      | 22      | Chicago, Illinois        | "Lay Me Down"           | —                                   | ✔                                   | —                                   | —                                   |
| 4     | Lyndsey Elm         | 22      | Vacaville, Califórnia    | "Lips Are Movin"        | ✔                                   | ✔                                   | ✔                                   | ✔                                   |
| 5     | Joe Maye            | 23      | Baltimore, Maryland      | "Word Up!"              | —                                   | —                                   | —                                   | —                                   |
| 6     | Manny Cabo          | 45      | Elizabeth, Nova Jérsei   | "Here I Go Again"       | ✔                                   | ✔                                   | ✔                                   | ✔                                   |
| 7     | Madi Davis          | 16      | McKinney, Texas          | "It's Too Late"         | —                                   | ✔                                   | ✔                                   | —                                   |
| 8     | Caleb Lee Hutchison | 16      | Dallas, Geórgia          | "The Dance"             | —                                   | —                                   | —                                   | —                                   |
| 9     | Riley Biederer      | 19      | Atlanta, Geórgia         | "Invincible"            | —                                   | —                                   | ✔                                   | —                                   |
| 10    | Cassandra Robertson | 45      | Dallas, Texas            | "Ghost"                 | ✔                                   | —                                   | —                                   | —                                   |
| 11    | Daria Jazmin        | 27      | Los Angeles, Califórnia  | "Dear Future Husband"   | —                                   | ✔                                   | ✔                                   | ✔                                   |
| 12    | Chris Crump         | 31      | Baytown, Texas           | "Thinking Out Loud"     | ✔                                   | ✔                                   | ✔                                   | ✔                                   |
| 13    | Tyler Dickerson     | 21      | Denham Springs, Luisiana | "Hard To Handle"        | —                                   | —                                   | —                                   | ✔                                   |
| 14    | Jubal & Amanda      | 36 / 29 | Tulsa, Oklahoma          | "Seven Bridges Road"    | —                                   | ✔                                   | ✔                                   | —                                   |

### Episódio 4: The Blind Auditions, parte 4
| Ordem | Competidor     | Idade   | Cidade Natal                   | Canção                         | Escolha dos técnicos e competidores | Escolha dos técnicos e competidores | Escolha dos técnicos e competidores | Escolha dos técnicos e competidores |
| Ordem | Competidor     | Idade   | Cidade Natal                   | Canção                         | Adam                                | Gwen                                | Pharrell                            | Blake                               |
| ----- | -------------- | ------- | ------------------------------ | ------------------------------ | ----------------------------------- | ----------------------------------- | ----------------------------------- | ----------------------------------- |
| 1     | Darius Scott   | 23      | Dallas, Texas                  | "You Make Me Wanna..."         | ✔                                   | ✔                                   | ✔                                   | —                                   |
| 2     | Korin Bukowski | 20      | Miami, Flórida                 | "Cecilia and the Satellite"    | —                                   | ✔                                   | —                                   | —                                   |
| 3     | Krista Hughes  | 22      | Coal City, Virgínia Ocidental  | "Angel From Montgomery"        | ✔                                   | ✔                                   | ✔                                   | ✔                                   |
| 4     | Janae Strother | 28      | Herndon, Virgínia              | "Uptown Funk"                  | —                                   | —                                   | —                                   | —                                   |
| 5     | Chance Peña    | 15      | Tyler, Texas                   | "I See Fire"                   | ✔                                   | —                                   | —                                   | —                                   |
| 6     | Viktor Király  | 31      | Hungria / Nova York, Nova York | "What's Going On"              | ✔                                   | ✔                                   | ✔                                   | ✔                                   |
| 7     | Julie Broadus  | 18      | Suwanee, Geórgia               | "Brand New Key"                | —                                   | —                                   | —                                   | —                                   |
| 8     | Cole Criske    | 16      | Temecula, Califórnia           | "Dreaming with a Broken Heart" | —                                   | ✔                                   | ✔                                   | ✔                                   |
| 9     | Alex Kandel    | 22      | Nashville, Tennessee           | "Bright"                       | ✔                                   | ✔                                   | —                                   | —                                   |
| 10    | Tom Rhodes     | 26      | Oakland, Califórnia            | "Hit the Road Jack"            | —                                   | —                                   | —                                   | —                                   |
| 11    | Junior Reed    | 20      | Lee's Summit, Missouri         | "What I Got"                   | —                                   | —                                   | —                                   | —                                   |
| 12    | T'alia Scot    | 30      | Miami, Flórida                 | "Beneath Your Beautiful"       | —                                   | —                                   | —                                   | —                                   |
| 13    | Celeste Betton | 27      | Hinesville, Geórgia            | "Love You I Do"                | —                                   | —                                   | ✔                                   | —                                   |
| 14    | Andi & Alex    | 23 / 23 | Green Bay, Wisconsin           | "Thank You"                    | ✔                                   | ✔                                   | ✔                                   | ✔                                   |

### Episódio 5: The Blind Auditions, parte 5
| Ordem | Competidor         | Idade | Cidade Natal                 | Canção                                 | Escolha dos técnicos e competidores | Escolha dos técnicos e competidores | Escolha dos técnicos e competidores | Escolha dos técnicos e competidores |
| Ordem | Competidor         | Idade | Cidade Natal                 | Canção                                 | Adam                                | Gwen                                | Pharrell                            | Blake                               |
| --- | ------------------ | ----- | ---------------------------- | -------------------------------------- | ----------------------------------- | ----------------------------------- | ----------------------------------- | ----------------------------------- |
| 1 | Dustin Christensen | 33    | Orem, Utah                   | "Downtown Train"                       | ✔                                   | ✔                                   | ✔                                   | ✔                                   |
| 2 | Berdine Joseph     | 19    | Porto Príncipe, Haiti        | "Hey Mama"                             | —                                   | —                                   | —                                   | —                                   |
| 3 | Dustin Monk        | 27    | Jacksonville, Flórida        | "Bright Lights"                        | ✔                                   | —                                   | —                                   | ✔                                   |
| 4 | Chase Kerby        | 30    | Oklahoma City, Oklahoma      | "The Scientist"                        | —                                   | ✔                                   | —                                   | —                                   |
| 5 | Dawson Daugherty   | 17    | Venice, Califórnia           | "Problem"                              | —                                   | —                                   | —                                   | —                                   |
| 6 | Shelby Brown       | 16    | Elberta, Alabama             | "Stars"                                | ✔                                   | ✔                                   | ✔                                   | ✔                                   |
| 7 | Amy Vachal         | 26    | Brooklyn, Nova York          | "Dream a Little Dream of Me"           | N/A                                 | ✔                                   | ✔                                   | ✔                                   |
| 8 | Blaine Mitchell    | 24    | Fort Worth, Texas            | "Drops of Jupiter"                     | N/A                                 | ✔                                   | —                                   | ✔                                   |
| 9 | Summer Schappell   | 21    | Redding, Califórnia          | "Strawberry Wine"                      | N/A                                 | ✔                                   | ✔                                   | N/A                                 |
| 10 | Caroline Burns     | 15    | Hollis, New Hampshire        | "A Thousand Years"                     | N/A                                 | N/A                                 | —                                   | N/A                                 |
| 11 | Andy Buckner       | 34    | Asheville, Carolina do Norte | "Can't You See"                        | N/A                                 | N/A                                 | —                                   | N/A                                 |
| 12 | Justen Harden      | 17    | Shelbyville, Kentucky        | "Firecracker"                          | N/A                                 | N/A                                 | —                                   | N/A                                 |
| 13 | Adam Melchor       | 21    | East Brunswick, Nova Jérsei  | "Norwegian Wood (This Bird Has Flown)" | N/A                                 | N/A                                 | —                                   | N/A                                 |
| 14 | Sydney Rhame       | 16    | Decatur, Geórgia             | "Photograph"                           | N/A                                 | N/A                                 | ✔                                   | N/A                                 |
| Designação "N/A" em "Escolha dos técnicos e competidores" significa que o time do técnico já estava completo |                    |       |                              |                                        |                                     |                                     |                                     |                                     |

### Episódio 6: The Blind Auditions, melhores momentos
O sexto episódio da temporada recapitulou os melhores momentos da fase de audições às cegas, exibindo a formação dos quatro times, os bastidores dos episódios anteriores e uma prévia da fase seguinte, Battle Rounds.

### Episódios 7 a 10: The Battle Rounds
A fase de batalhas (em inglês, Battle Rounds) foi transmitida em quatro episódios. Nessa fase, os técnicos contaram com a ajuda de mentores para treinar seus times. Adam Levine convocou o cantor John Fogerty, ex-líder da banda Creedence Clearwater Revival. Gwen Stefani convocou a cantora pop e atriz Selena Gomez. Pharrell Williams contou com a ajuda da cantora e compositora de rap, Missy Elliott. Por fim, Blake Shelton foi auxiliado pelo cantor e compositor country, Brad Paisley.
Graças ao steal, introduzido na terceira temporada, alguns competidores foram salvos por outros técnicos mesmo perdendo a sua batalha e, assim, seguiram na competição.
Legenda:
| Episódio | Técnico           | Ordem | Vencedor          | Canção                          | Perdedor            | Resultado do 'Steal' | Resultado do 'Steal' | Resultado do 'Steal' | Resultado do 'Steal' |
| Episódio | Técnico           | Ordem | Vencedor          | Canção                          | Perdedor            | Adam                 | Gwen                 | Pharrell             | Blake                |
| -------- | ----------------- | ----- | ----------------- | ------------------------------- | ------------------- | -------------------- | -------------------- | -------------------- | -------------------- |
| 7        | Adam Levine       | 1     | Jordan Smith      | "Like I Can"                    | Regina Love         | N/A                  | ✔                    | —                    | —                    |
| 7        | Blake Shelton     | 2     | Zach Seabaugh     | "I'm Gonna Be Somebody"         | Tyler Dickerson     | —                    | —                    | —                    | N/A                  |
| 7        | Gwen Stefani      | 3     | Ellie Lawrence    | "Sweater Weather"               | Tim Atlas           | —                    | N/A                  | ✔                    | —                    |
| 7        | Pharrell Williams | 4     | Mark Hood         | "Ain't No Mountain High Enough" | Celeste Betton      | —                    | —                    | N/A                  | —                    |
| 7        | Adam Levine       | 5     | James Dupré       | "Fortunate Son"                 | Dustin Monk         | N/A                  | —                    | —                    | —                    |
| 7        | Blake Shelton     | 6     | Barrett Baber     | "Walking in Memphis"            | Dustin Christensen  | ✔                    | ✔                    | —                    | N/A                  |
|          |                   |       |                   |                                 |                     |                      |                      |                      |                      |
| 8        | Adam Levine       | 1     | Keith Semple      | "Baba O'Riley"                  | Manny Cabo          | N/A                  | —                    | —                    | —                    |
| 8        | Blake Shelton     | 2     | Chris Crump       | "When I Get Where I'm Going"    | Krista Hughes       | —                    | —                    | —                    | N/A                  |
| 8        | Pharrell Williams | 3     | Madi Davis        | "Riptide"                       | Sydney Rhame        | —                    | —                    | N/A                  | —                    |
| 8        | Gwen Stefani      | 4     | Kota Wade         | "It's My Life"                  | Alex Kandel         | —                    | N/A                  | —                    | —                    |
| 8        | Gwen Stefani      | 5     | Jeffery Austin    | "Can't Feel My Face"            | Noah Jackson        | —                    | N/A                  | —                    | —                    |
| 8        | Pharrell Williams | 6     | Siahna Im         | "You Keep Me Hangin' On"        | Ivonne Acero        | —                    | ✔                    | N/A                  | ✔                    |
|          |                   |       |                   |                                 |                     |                      |                      |                      |                      |
| 9        | Blake Shelton     | 1     | Blind Joe         | "Old Time Rock and Roll"        | Blaine Mitchell     | ✔                    | —                    | —                    | N/A                  |
| 9        | Adam Levine       | 2     | Viktor Király     | "Nobody Knows"                  | Cassandra Robertson | N/A                  | —                    | —                    | —                    |
| 9        | Gwen Stefani      | 3     | Korin Bukowski    | "Samson"                        | Chase Kerby         | N/A                  | N/A                  | —                    | —                    |
| 9        | Pharrell Williams | 4     | Evan McKeel       | "Higher Ground"                 | Riley Biederer      | N/A                  | ✔                    | N/A                  | —                    |
| 9        | Gwen Stefani      | 5     | Braiden Sunshine  | "No One Is To Blame"            | Lyndsey Elm         | N/A                  | N/A                  | —                    | —                    |
| 9        | Adam Levine       | 6     | Andi & Alex       | "Wherever You Will Go"          | Chance Peña         | N/A                  | N/A                  | —                    | ✔                    |
|          |                   |       |                   |                                 |                     |                      |                      |                      |                      |
| 10       | Adam Levine       | 1     | Shelby Brown      | "Edge of Seventeen"             | Amanda Ayala        | N/A                  | N/A                  | —                    | N/A                  |
| 10       | Pharrell Williams | 2     | Amy Vachal        | "To Love Somebody"              | Jubal & Amanda      | N/A                  | N/A                  | N/A                  | N/A                  |
| 10       | Pharrell Williams | 3     | Darius Scott      | "Lean on Me"                    | Daria Jazmin        | N/A                  | N/A                  | N/A                  | N/A                  |
| 10       | Blake Shelton     | 4     | Nadjah Nicole     | "Baby One More Time"            | Cole Criske         | N/A                  | N/A                  | —                    | N/A                  |
| 10       | Gwen Stefani      | 5     | Summer Schappell  | "Leave the Pieces"              | Hanna Ashbrook      | N/A                  | N/A                  | —                    | N/A                  |
| 10       | Blake Shelton     | 6     | Emily Ann Roberts | "I'm That Kind of Girl"         | Morgan Frazier      | N/A                  | N/A                  | ✔                    | N/A                  |

### Episódios 11 a 13: The Knockouts
Na fase de nocautes (em inglês, Knockouts), cada técnico voltou a ter um 'steal', podendo roubar um participante de outro time para os playoffs ao vivo. A cantora Rihanna participou como mentora única para os quatro times.
Legenda:
| Episódio | Técnico           | Ordem | Canção                        | Vencedor          | Perdedor           | Canção                                               | Resultado do 'Steal' | Resultado do 'Steal' | Resultado do 'Steal' | Resultado do 'Steal' |
| Episódio | Técnico           | Ordem | Canção                        | Vencedor          | Perdedor           | Canção                                               | Adam                 | Gwen                 | Pharrell             | Blake                |
| -------- | ----------------- | ----- | ----------------------------- | ----------------- | ------------------ | ---------------------------------------------------- | -------------------- | -------------------- | -------------------- | -------------------- |
| 11       | Adam Levine       | 1     | "Hold Back the River"         | Blaine Mitchell   | Andi & Alex        | "Stupid Boy"                                         | N/A                  | —                    | —                    | —                    |
| 11       | Gwen Stefani      | 2     | "Feeling Good"                | Braiden Sunshine  | Ellie Lawrence     | "Cool for the Summer"                                | —                    | N/A                  | —                    | —                    |
| 11       | Blake Shelton     | 3     | "Colder Weather"              | Barrett Baber     | Blind Joe          | "Mama's Don't Let Your Babies Grow Up To Be Cowboys" | —                    | —                    | —                    | N/A                  |
| 11       | Pharrell Williams | 4     | "A Case of You"               | Madi Davis        | Amy Vachal         | "A Sunday Kind of Love"                              | ✔                    | —                    | N/A                  | ✔                    |
| 11       | Blake Shelton     | 5     | "Part of Me"                  | Ivonne Acero      | Chance Peña        | "Demons"                                             | N/A                  | —                    | —                    | N/A                  |
| 11       | Adam Levine       | 6     | "Set Fire to the Rain"        | Jordan Smith      | Viktor Király      | "If I Ain't Got You"                                 | N/A                  | ✔                    | —                    | —                    |
|          |                   |       |                               |                   |                    |                                                      |                      |                      |                      |                      |
| 12       | Gwen Stefani      | 1     | "All I Want"                  | Korin Bukowski    | Summer Schappell   | "Little White Church"                                | N/A                  | N/A                  | —                    | —                    |
| 12       | Adam Levine       | 2     | "I Want to Know What Love Is" | Keith Semple      | Dustin Christensen | "Free"                                               | N/A                  | N/A                  | —                    | —                    |
| 12       | Pharrell Williams | 3     | "On Broadway"                 | Darius Scott      | Morgan Frazier     | "Even If It Breaks Your Heart"                       | N/A                  | N/A                  | N/A                  | ✔                    |
|          |                   |       |                               |                   |                    |                                                      |                      |                      |                      |                      |
| 13       | Adam Levine       | 1     | "Jesus, Take the Wheel"       | Shelby Brown      | James Dupré        | "Sure Be Cool If You Did"                            | N/A                  | N/A                  | —                    | N/A                  |
| 13       | Pharrell Williams | 2     | "Stand by Me"                 | Mark Hood         | Siahna Im          | "Back to Black"                                      | N/A                  | N/A                  | N/A                  | N/A                  |
| 13       | Gwen Stefani      | 3     | "Turning Tables"              | Jeffery Austin    | Kota Wade          | "Barracuda"                                          | N/A                  | N/A                  | —                    | N/A                  |
| 13       | Blake Shelton     | 4     | "Cowboy Take Me Away"         | Emily Ann Roberts | Nadjah Nicole      | "A Woman's Worth"                                    | N/A                  | N/A                  | —                    | N/A                  |
| 13       | Blake Shelton     | 5     | "Somebody's Heartbreak"       | Zach Seabaugh     | Chris Crump        | "I Wish It Would Rain"                               | N/A                  | N/A                  | —                    | N/A                  |
| 13       | Pharrell Williams | 6     | "Dare You to Move"            | Evan McKeel       | Tim Atlas          | "Torn"                                               | N/A                  | N/A                  | N/A                  | N/A                  |
| 13       | Gwen Stefani      | 7     | "Midnight Train To Georgia"   | Regina Love       | Riley Biederer     | "XO"                                                 | N/A                  | N/A                  | ✔                    | N/A                  |

### Episodio 14: The Road to the Live Shows
O décimo quarto episódio da temporada recapitulou a jornada dos 20 artistas que avançaram para os playoffs ao vivo, mostrando como eles chegaram à fase final da competição.

### Episódios 15, 16 e 17: Playoffs ao vivo
Passada a fase dos Knockouts, o programa entra em sua fase ao vivo (para os Estados Unidos). Pela primeira vez na história do programa, cada um dos técnicos pôde trazer de volta à competição um participante que havia sido eliminado nas duas fases anteriores (batalhas e nocautes).
| Técnico           | Competidor     |
| ----------------- | -------------- |
| Adam Levine       | Chance Peña    |
| Gwen Stefani      | Ellie Lawrence |
| Pharrell Williams | Celeste Betton |
| Blake Shelton     | Nadjah Nicole  |

Os quatro participantes que retornaram se juntaram aos seus times originais para competir diretamente por uma vaga no Top 12.  Assim, o Top 6 de cada técnico encarou o voto do público: os dois mais votados avançaram diretamente, enquanto os quatro menos votados aguardaram pela decisão do técnico, que só pôde salvar um deles. 
Legenda:
| Episódio | Ordem | Técnico           | Competidor        | Canção                     | Resultado           |
| -------- | ----- | ----------------- | ----------------- | -------------------------- | ------------------- |
| 15       | 1     | Adam Levine       | Blaine Mitchell   | "Never Tear Us Apart"      | Eliminado           |
| 15       | 2     | Gwen Stefani      | Regina Love       | "Hello"                    | Eliminada           |
| 15       | 3     | Adam Levine       | Keith Semple      | "To Be With You"           | Eliminado           |
| 15       | 4     | Adam Levine       | Shelby Brown      | "You're No Good            | Voto do público     |
| 15       | 5     | Gwen Stefani      | Korin Bukowski    | "Adia"                     | Escolha de Gwen     |
| 15       | 6     | Gwen Stefani      | Ellie Lawrence    | "Ex's & Oh's"              | Eliminada           |
| 15       | 7     | Gwen Stefani      | Jeffery Austin    | "Say You Love Me"          | Voto do público     |
| 15       | 8     | Gwen Stefani      | Braiden Sunshine  | "Everything I Own"         | Voto do público     |
| 15       | 9     | Adam Levine       | Amy Vachal        | "The Way You Look Tonight" | Escolha de Adam     |
| 15       | 10    | Gwen Stefani      | Viktor Király     | "All Around The World"     | Eliminado           |
| 15       | 11    | Adam Levine       | Chance Peña       | "Barton Hollow"            | Eliminado           |
| 15       | 12    | Adam Levine       | Jordan Smith      | "Halo"                     | Voto do público     |
|          |       |                   |                   |                            |                     |
| 16       | 1     | Pharrell Williams | Darius Scott      | "Love Lockdown"            | Eliminado           |
| 16       | 2     | Blake Shelton     | Ivonne Acero      | "One of Us"                | Eliminada           |
| 16       | 3     | Blake Shelton     | Morgan Frazier    | "Lips of an Angel"         | Eliminada           |
| 16       | 4     | Pharrell Williams | Evan McKeel       | "Overjoyed"                | Voto do público     |
| 16       | 5     | Pharrell Williams | Madi Davis        | "Songbird"                 | Voto do público     |
| 16       | 6     | Pharrell Williams | Celeste Betton    | "Something in the Water"   | Eliminada           |
| 16       | 7     | Blake Shelton     | Zach Seabaugh     | "Brand New Girlfriend"     | Voto do público     |
| 16       | 8     | Pharrell Williams | Riley Biederer    | "Should've Been Us"        | Eliminada           |
| 16       | 9     | Blake Shelton     | Nadjah Nicole     | "Upside Down"              | Eliminada           |
| 16       | 10    | Blake Shelton     | Emily Ann Roberts | "In the Garden"            | Escolha de Blake    |
| 16       | 11    | Pharrell Williams | Mark Hood         | "What Do You Mean?"        | Escolha de Pharrell |
| 16       | 12    | Blake Shelton     | Barrett Baber     | "I Drive Your Truck"       | Voto do público     |

| Ordem | Artistas          | Canção            |
| ----- | ----------------- | ----------------- |
| 17.1  | Team Gwen         | "O-o-h Child"     |
| 17.2  | Sawyer Fredericks | "Take It All"     |
| 17.3  | Team Blake        | "Stand"           |
| 17.4  | Team Pharrell     | "Everybody Hurts" |
| 17.5  | Team Adam         | "Diamonds"        |

### Episódios 18 e 19: Shows ao vivo - Top 12
Os 12 finalistas da nona edição do The Voice entram nesta fase em um sistema de eliminação semanal, no qual os competidores cantam na segunda-feira e têm o resultado na terça-feira, de acordo com a transmissão norte-americana (no Brasil, os episódios inéditos são transmitidos no domingo e na segunda-feira seguintes pelo canal Sony). 
Mais uma vez, houve a "salvação instantânea" (em inglês, Instant Save), na qual os usuários do Twitter salvam um dentre os dois participantes menos votados em um intervalo de cinco minutos.
| Ordem         | Técnico           | Competidor        | Canção                                | Resultado    |
| ------------- | ----------------- | ----------------- | ------------------------------------- | ------------ |
| 1             | Gwen Stefani      | Braiden Sunshine  | "Renegade"                            | Salvo        |
| 2             | Adam Levine       | Amy Vachal        | "Hotline Bling"                       | Salva        |
| 3             | Pharrell Williams | Mark Hood         | "Against All Odds"                    | Bottom 2     |
| 4             | Blake Shelton     | Emily Ann Roberts | "Blame It On Your Heart"              | Salva        |
| 5             | Gwen Stefani      | Korin Bukowski    | "Titanium"                            | Bottom 2     |
| 6             | Blake Shelton     | Barrett Baber     | "Right Here Waiting"                  | Salvo        |
| 7             | Pharrell Williams | Madi Davis        | "Who Will Save Your Soul"             | Salva        |
| 8             | Gwen Stefani      | Jeffery Austin    | "Let It Go"                           | Salvo        |
| 9             | Adam Levine       | Shelby Brown      | "In Color"                            | Salva        |
| 10            | Pharrell Williams | Evan McKeel       | "This Is It"                          | Salvo        |
| 11            | Adam Levine       | Jordan Smith      | "Great Is Thy Faithfulness"           | Salvo        |
| 12            | Blake Shelton     | Zach Seabaugh     | "My Love"                             | Salvo        |
| Última chance |                   |                   |                                       |              |
| 1             | Pharrell Williams | Mark Hood         | "Signed, Sealed, Delivered I'm Yours" | Eliminado    |
| 2             | Gwen Stefani      | Korin Bukowski    | "Don't Know Why"                      | Instant Save |

| Ordem | Artistas                                           | Canção              |
| ----- | -------------------------------------------------- | ------------------- |
| 19.1  | Blake Shelton e sua equipe (Barrett, Emily e Zach) | "Lean on Me"        |
| 19.2  | Pharrell Williams e sua equipe (Evan, Madi e Mark) | "Just a Cloud Away" |

### Episódios 20 e 21: Shows ao vivo - Top 11
| Ordem         | Técnico           | Competidor        | Canção                         | Resultado    |
| ------------- | ----------------- | ----------------- | ------------------------------ | ------------ |
| 1             | Adam Levine       | Shelby Brown      | "You and I"                    | Salva        |
| 2             | Pharrell Williams | Evan McKeel       | "Smile"                        | Bottom 2     |
| 3             | Blake Shelton     | Barrett Baber     | "Delta Dawn"                   | Salvo        |
| 4             | Gwen Stefani      | Korin Bukowski    | "Only Hope"                    | Bottom 2     |
| 5             | Adam Levine       | Amy Vachal        | "Blank Space"                  | Salva        |
| 6             | Blake Shelton     | Zach Seabaugh     | "Are You Gonna Kiss Me or Not" | Salvo        |
| 7             | Pharrell Williams | Madi Davis        | "Love Is Blindness"            | Salva        |
| 8             | Gwen Stefani      | Braiden Sunshine  | "True"                         | Salvo        |
| 9             | Adam Levine       | Jordan Smith      | "Who You Are"                  | Salvo        |
| 10            | Blake Shelton     | Emily Ann Roberts | "Why Not Me"                   | Salva        |
| 11            | Gwen Stefani      | Jeffery Austin    | "Dancing on My Own"            | Salvo        |
| Última chance |                   |                   |                                |              |
| 1             | Pharrell Williams | Evan McKeel       | "Let's Stay Together"          | Eliminado    |
| 2             | Gwen Stefani      | Korin Bukowski    | "She Will Be Loved"            | Instant Save |

| Ordem | Artistas                                             | Canção                  |
| ----- | ---------------------------------------------------- | ----------------------- |
| 20.1  | Pharrell Williams                                    | "Freedom"               |
| 21.1  | Brad Paisley                                         | "Country Nation"        |
| 21.2  | Gwen Stefani e sua equipe (Braiden, Jeffery e Korin) | "You Get What You Give" |
| 21.3  | Adam Levine e sua equipe (Amy, Jordan e Shelby)      | "Wouldn't It Be Nice"   |

### Episódios 22 e 23: Shows ao vivo - Top 10
| Ordem         | Técnico           | Competidor        | Canção                           | Resultado    |
| ------------- | ----------------- | ----------------- | -------------------------------- | ------------ |
| 1             | Gwen Stefani      | Jeffery Austin    | "Jealous"                        | Salvo        |
| 2             | Blake Shelton     | Emily Ann Roberts | "She's Got You"                  | Salva        |
| 3             | Gwen Stefani      | Braiden Sunshine  | "Radioactive"                    | Bottom 2     |
| 4             | Adam Levine       | Shelby Brown      | "Go Rest High on That Mountain"  | Salva        |
| 5             | Gwen Stefani      | Korin Bukowski    | "Same Old Love"                  | Bottom 2     |
| 6             | Adam Levine       | Amy Vachal        | "Bye Bye Bye"                    | Salva        |
| 7             | Adam Levine       | Jordan Smith      | "Hallelujah"                     | Salvo        |
| 8             | Blake Shelton     | Zach Seabaugh     | "Crazy Little Thing Called Love" | Salvo        |
| 9             | Pharrell Williams | Madi Davis        | "Girls Just Want to Have Fun"    | Salva        |
| 10            | Blake Shelton     | Barrett Baber     | "I'd Love to Lay You Down"       | Salvo        |
| Última chance |                   |                   |                                  |              |
| 1             | Gwen Stefani      | Korin Bukowski    | "Try"                            | Eliminada    |
| 2             | Gwen Stefani      | Braiden Sunshine  | "Harder to Breathe"              | Instant Save |

| Ordem | Artistas              | Canção             |
| ----- | --------------------- | ------------------ |
| 22.1  | Gwen Stefani          | "Used to Love You" |
| 23.1  | R. City & Adam Levine | "Locked Away"      |
| 23.2  | Sia                   | "Alive"            |

### Episódios 24 e 25: Semifinal ao vivo - Top 9
Os 9 participantes restantes se apresentaram na segunda-feira e os resultados foram transmitidos na terça-feira. Os 3 participantes menos votados foram automaticamente eliminados e os 3 participantes mais votados avançaram diretamente para a final. Os 3 restantes competiram pelo Instant Save, no qual os usuários do Twitter puderam salvar apenas um em um intervalo de cinco minutos.
| Ordem         | Técnico           | Competidor        | Canção                        | Resultado    |
| ------------- | ----------------- | ----------------- | ----------------------------- | ------------ |
| 1             | Blake Shelton     | Barrett Baber     | "Ghost"                       | Salvo        |
| 2             | Adam Levine       | Shelby Brown      | "Even God Must Get the Blues" | Eliminada    |
| 3             | Gwen Stefani      | Jeffery Austin    | "Believe"                     | Middle 3     |
| 4             | Gwen Stefani      | Braiden Sunshine  | "Amazing Grace"               | Eliminado    |
| 5             | Blake Shelton     | Zach Seabaugh     | "The Climb"                   | Middle 3     |
| 6             | Pharrell Williams | Madi Davis        | "Big Girls Don't Cry"         | Middle 3     |
| 7             | Blake Shelton     | Emily Ann Roberts | "9 to 5"                      | Salva        |
| 8             | Adam Levine       | Amy Vachal        | "To Make You Feel My Love"    | Eliminada    |
| 9             | Adam Levine       | Jordan Smith      | "Somebody to Love"            | Salvo        |
| Última chance |                   |                   |                               |              |
| 1             | Blake Shelton     | Zach Seabaugh     | "Live Like You Were Dying"    | Eliminado    |
| 2             | Pharrell Williams | Madi Davis        | "Don't Dream It's Over"       | Eliminada    |
| 3             | Gwen Stefani      | Jeffery Austin    | "Make It Rain"                | Instant Save |

| Ordem | Artistas       | Canção                |
| ----- | -------------- | --------------------- |
| 24.1  | Ellie Goulding | "On My Mind"          |
| 24.2  | Blake Shelton  | "Gonna"               |
| 25.1  | Cassadee Pope  | "I Am Invincible"     |
| 25.2  | Dolly Parton   | "Coat of Many Colors" |

### Episódios 26 e 27: Final ao vivo - Top 4
- Apesar de sete canções terem atingido o Top 10 do iTunes, os votos não foram multiplicados na Final.

| Técnico       | Competidor        | Ordem | Canção de Natal     | Ordem | Canção do Dueto                             | Ordem | Canção Solo            | Resultado |
| ------------- | ----------------- | ----- | ------------------- | ----- | ------------------------------------------- | ----- | ---------------------- | --------- |
| Adam Levine   | Jordan Smith      | 11    | "Mary Did You Know" | 5     | "God Only Knows" (com Adam Levine)          | 1     | "Climb Every Mountain" | Vencedor  |
| Blake Shelton | Emily Ann Roberts | 2     | "Blue Christmas"    | 7     | "Islands in the Stream" (com Blake Shelton) | 12    | "Burning House"        | 2º lugar  |
| Blake Shelton | Barrett Baber     | 9     | "Silent Night"      | 3     | "Rhinestone Cowboy" (com Blake Shelton)     | 6     | "Die a Happy Man"      | 3º lugar  |
| Gwen Stefani  | Jeffery Austin    | 4     | "O Holy Night"      | 10    | "Leather and Lace" (com Gwen Stefani)       | 8     | "Stay"                 | 4º lugar  |

| Ordem | Artistas                                                                                           | Canção                                           |
| ----- | -------------------------------------------------------------------------------------------------- | ------------------------------------------------ |
| 27.1  | Top 24                                                                                             | "Lean On"                                        |
| 27.2  | Barrett Baber & Zach Seabaugh                                                                      | "Forever and Ever, Amen"                         |
| 27.3  | Coldplay                                                                                           | "Adventure of a Lifetime"                        |
| 27.4  | Celeste Betton, Darius Scott, Mark Hood, Nadjah Nicole e Regina Love                               | "Love Train"                                     |
| 27.5  | Ricky Skaggs & Emily Ann Roberts                                                                   | "Country Boy"                                    |
| 27.6  | Jeffery Austin & Madi Davis                                                                        | "Tears Dry on Their Own"                         |
| 27.7  | Missy Elliott & Pharrell Williams                                                                  | "WTF (Where They From)"                          |
| 27.8  | Usher & Jordan Smith                                                                               | "Without You"                                    |
| 27.9  | Sam Hunt                                                                                           | "Break Up in a Small Town"                       |
| 27.10 | Tori Kelly & Jeffery Austin                                                                        | "Hollow"                                         |
| 27.11 | Wynonna & Barrett Baber                                                                            | "No One Else on Earth"                           |
| 27.12 | The Weeknd                                                                                         | "The Hills" / "Earned It" / "Can't Feel My Face" |
| 27.13 | Jordan Smith (com Amy Vachal, Evan McKeel, Korin Bukowski, Mark Hood e Regina Love)                | "Any Way You Want It"                            |
| 27.14 | Emily Ann Roberts (com Ivonne Acero, Morgan Frazier, Nadjah Nicole, Riley Biederer e Shelby Brown) | "Summer Nights"                                  |
| 27.15 | Justin Bieber                                                                                      | "Sorry"                                          |

## Times
Legenda
     Vencedor(a)
     Vice
     Terceiro colocado
     Quarto colocado
     Eliminado(a) nas apresentações ao vivo
     Eliminado(a) nos playoffs ao vivo
     Artista pego por outro técnico nos Knockouts (nome riscado)
     Eliminado(a) nos Knockouts
     Artista pego por outro técnico na Battle Rounds (nome riscado)
     Eliminado(a) na Battle Rounds
| Técnicos | Artistas         | Artistas            | Artistas           | Artistas        | Artistas |
| --- | ---------------- | ------------------- | ------------------ | --------------- | -------- |
| Adam Levine |                  |                     |                    |                 |          |
| Jordan Smith | Amy Vachal       | Shelby Brown        | Blaine Mitchell    | Keith Semple    |          |
| Chance Peña | Viktor Király    | Andi & Alex         | Dustin Christensen | James Dupré     |          |
| Regina Love | Amanda Ayala     | Cassandra Robertson | Dustin Monk        | Manny Cabo      |          |
| Gwen Stefani |                  |                     |                    |                 |          |
| Jeffery Austin | Braiden Sunshine | Korin Bukowski      | Regina Love        | Viktor Király   |          |
| Ellie Lawrence | Riley Biederer   | Kota Wade           | Summer Schappell   | Tim Atlas       |          |
| Alex Kandel | Chase Kerby      | Hanna Ashbrook      | Lyndsey Elm        | Noah Jackson    |          |
| Pharrell Williams |                  |                     |                    |                 |          |
| Madi Davis | Evan McKeel      | Mark Hood           | Darius Scott       | Riley Biederer  |          |
| Celeste Betton | Amy Vachal       | Morgan Frazier      | Siahna Im          | Tim Atlas       |          |
| Ivonne Acero | Riley Biederer   | Daria Jazmin        | Jubal & Amanda     | Sydney Rhame    |          |
| Blake Shelton |                  |                     |                    |                 |          |
| Emily Ann Roberts | Barrett Baber    | Zach Seabaugh       | Ivonne Acero       | Morgan Frazier  |          |
| Nadjah Nicole | Blind Joe        | Chance Peña         | Chris Crump        | Blaine Mitchell |          |
| Dustin Christensen | Morgan Frazier   | Cole Criske         | Krista Hughes      | Tyler Dickerson |          |
| Participantes em itálico iniciaram a disputa em um time, mas foram pegos por outro técnico na fase das batalhas ou dos knockouts. Participantes sublinhados foram eliminados, mas escolhidos pelos técnicos para voltar à competição nos playoffs ao vivo. |                  |                     |                    |                 |          |